# Museo del Cartel de Wilanów
El Museo del Cartel de Wilanów (en polaco: Muzeum Plakatu w Wilanowie) es un museo con sede en el Palacio de Wilanów, en Varsovia, Polonia. Fundado en 1968, es considerado el museo de carteles más antiguo del mundo, y está dedicado casi enteramente a la Escuela polaca de cartelismo. 

## Historia
El Museo del Cartel de Wilanów forma parte del Museo Nacional de Varsovia. Fue establecido a través de una subvención de varios miles de carteles pertenecientes al Museo Nacional, realizada por el director del Museo, Stanislav Lorentz. El Museo del Cartel abrió sus puertas en junio de 1968, convirtiéndose en el primer museo a escala global dedicado al cartelismo.
En su fundación, el Museo tenía 13.000 artículos en su colección, incluidos alrededor de 500 carteles conservados de la era de la Segunda Guerra Mundial. Su colección crece continuamente, a través de donaciones de donantes polacos e internacionales.
A mediados del siglo XX, el interés polaco por el arte de los carteles y el coleccionismo de carteles creció sustancialmente, influenciado por el estilo visual de cineastas nacionales como Andrzej Wajda. Los coleccionistas buscaban carteles publicitarios de películas, obras de teatro y musicales en particular. El concurso anual de arte de carteles de Varsovia ganó reputación en todo el mundo y, en última instancia, lideró la fundación del Museo del Cartel en 1968.
El Museo del Cartel se encuentra en un moderno espacio de exhibición erigido detrás del histórico Palacio de Wilanów, una escuela de equitación del siglo XIX ubicada en las afueras de Varsovia.

## Colecciones
Más de 55.000 carteles se encuentran en las colecciones del Museo del Cartel en Wilanów. 30.000 artículos representan la historia del arte del cartel en Polonia desde 1892 hasta 2002. El Museo del Cartel alberga una de las colecciones de carteles más grandes del mundo. El Museo rota su colección a través de exhibiciones permanentes sobre arte e historia de carteles polacos, arte de carteles extranjeros y exhibiciones temáticas.

Repostería de Marruecos
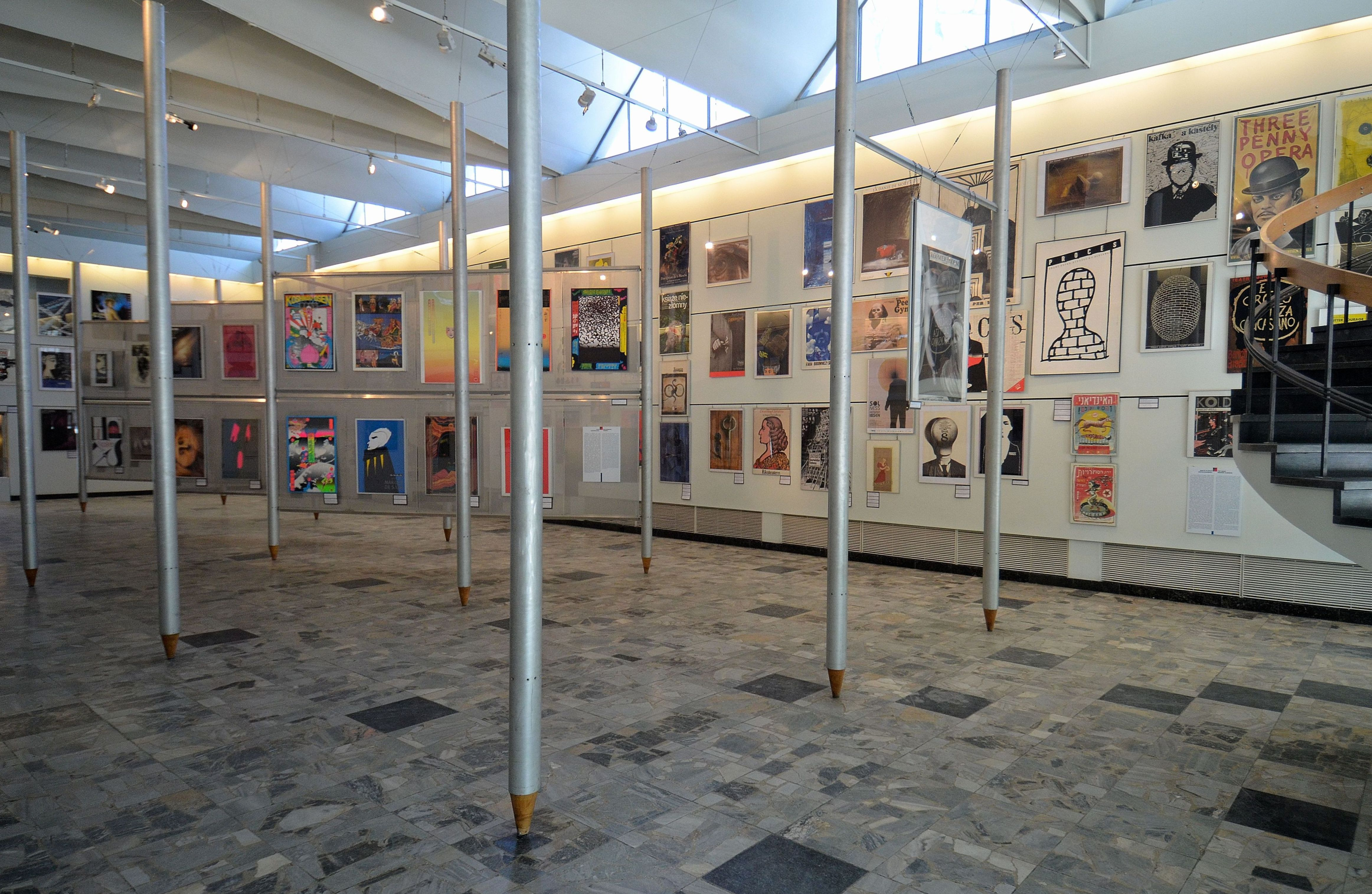
Interior
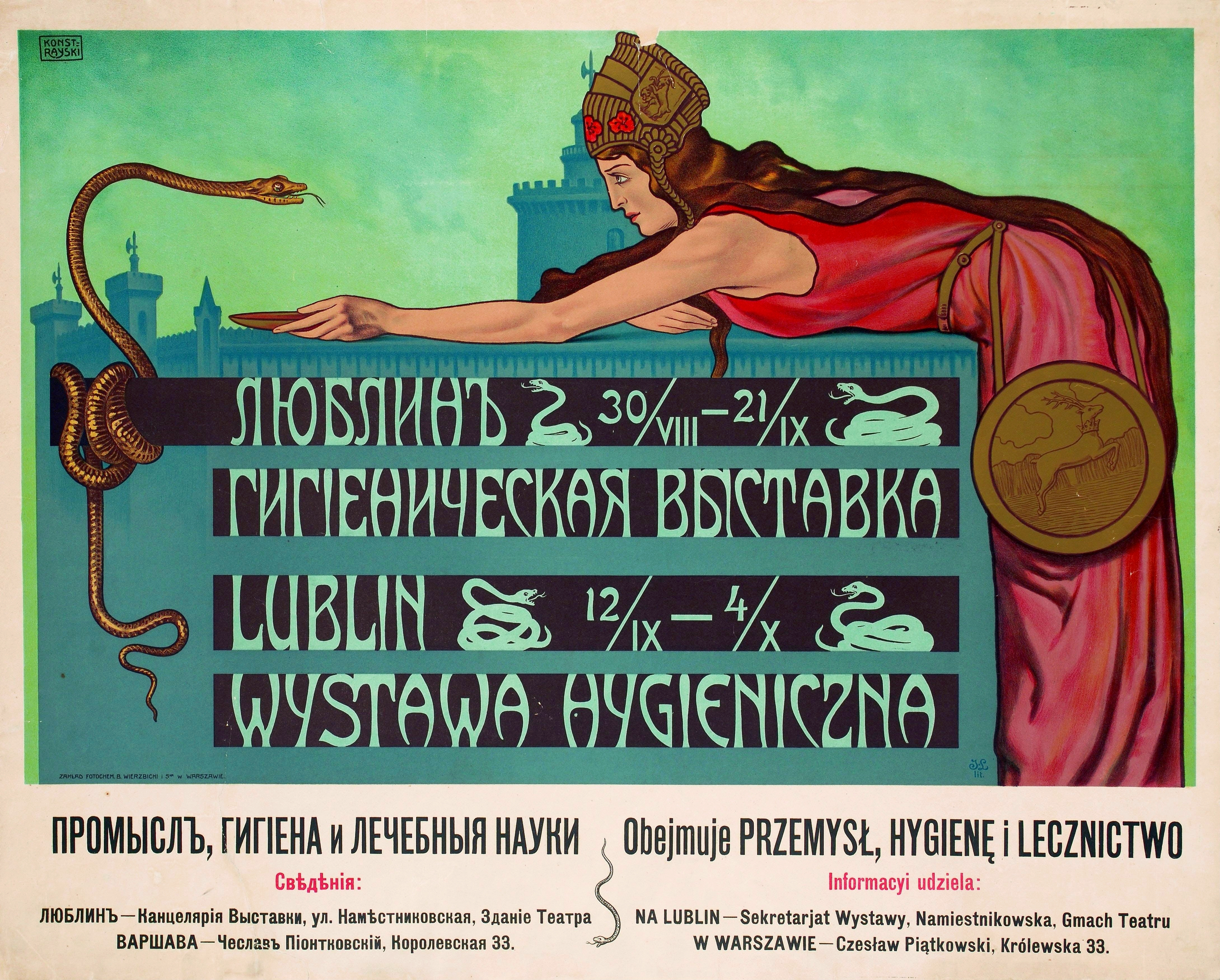
Cartel de la Exposición sobre Higiene en Lublin de Konstanty Kietlicz-Rayski de 1908
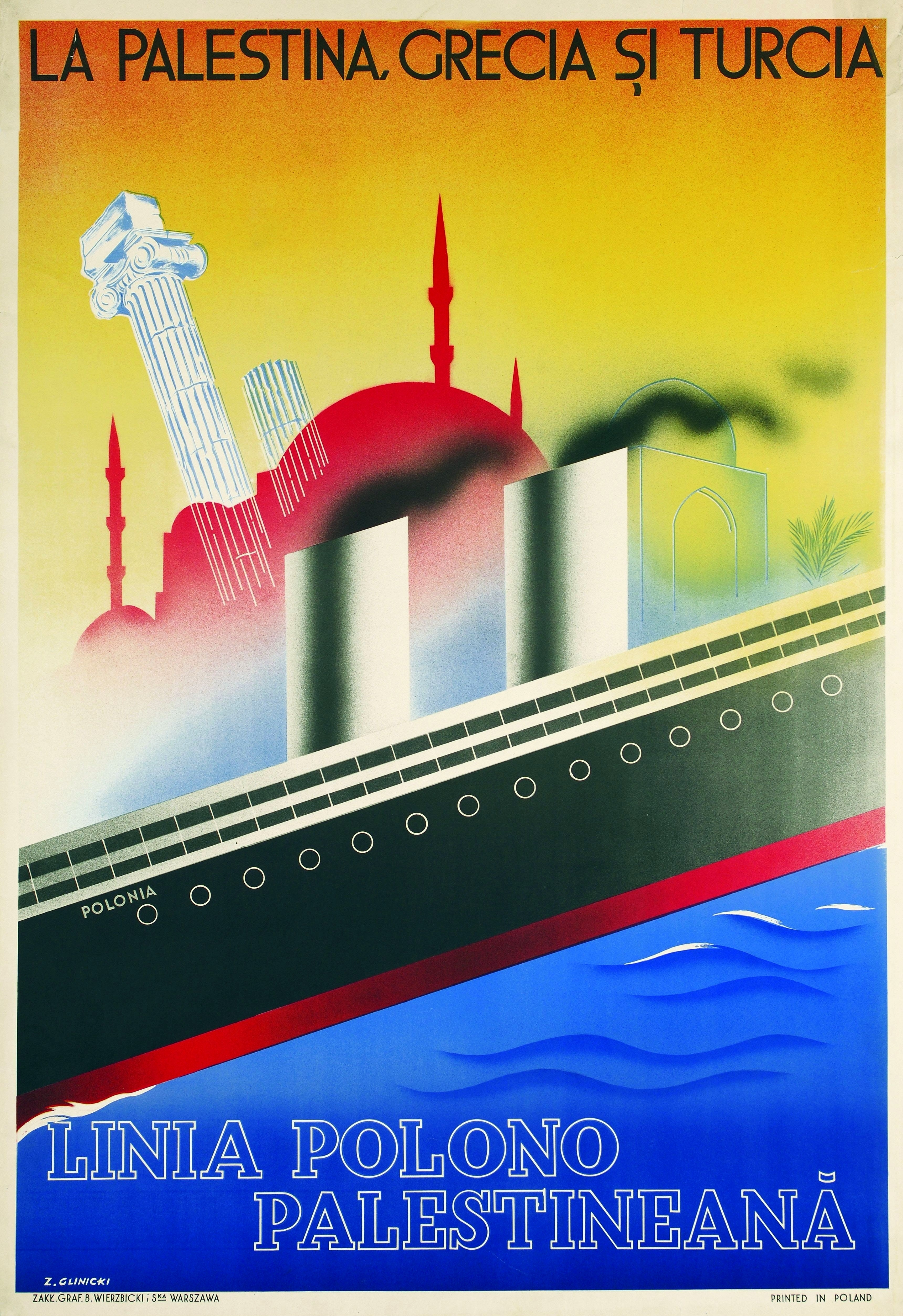
Línea polaco-palestina de Zygmunt Glinicki
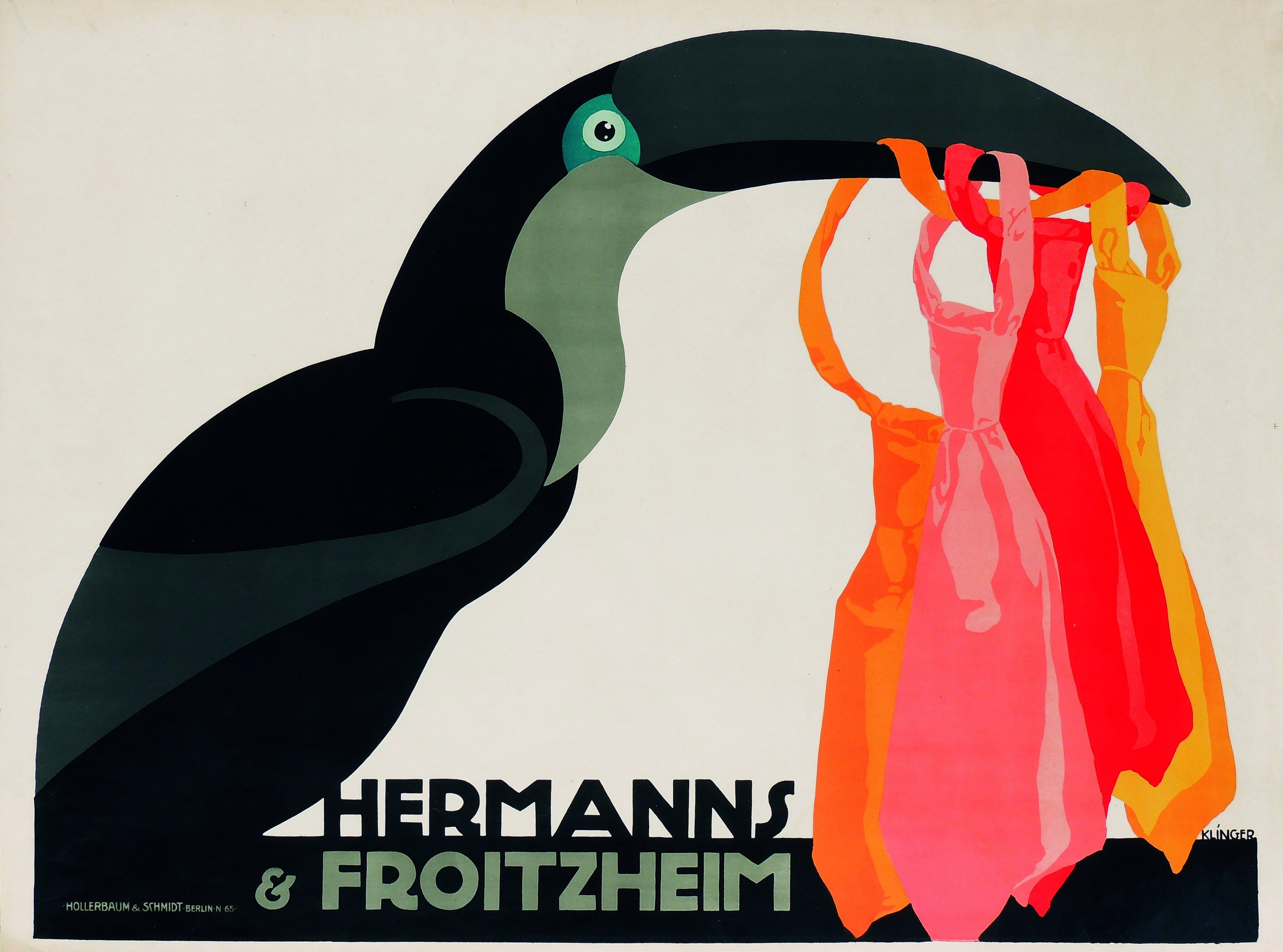
Hermanns & Froitzheim de Julius Klinger

## Bienal Internacional del Cartel en Varsovia
La Bienal Internacional del Cartel de Varsovia, que se inauguró en 1966, se trasladó al Museo en 1994, donde todavía se celebra cada dos años. La Bienal Internacional del Cartel fue la primera bienal de carteles del mundo. Hoy en día, atrae a más de dos mil personas de todo el mundo.
La XXIII Bienal Internacional del Cartel se lleva a cabo en 2012.
En 2016, con motivo del 50° Aniversario de la Bienal Internacional del Cartel, la 25° IPBW invitó a cincuenta artistas eminentes a participar en la exposición 50/50/50. Su trabajo se reprodujo en forma de impresión digital en cajas de luz de la ciudad situadas en Varsovia.